# 벨라트릭스 레스트랭
벨라트릭스 레스트레인지(Bellatrix Lestrange)은 J.K. 롤링의《해리 포터》시리즈의 등장인물이다.

## 소개
죽음을 먹는 자이다. 볼드모트를 사랑하고 마지막까지 그에게 충성을 다했으며, 책 저주받은 아이에서는 볼드모트의 아이가 등장하기도 했다. 벨라트릭스의 동생으로는 나르시사 말포이와 안드로메다 통스가 있고, 시리우스 블랙과는 사촌누나 사이이다. 해리 포터와 죽음의 성물에서 몰리 위즐리에게 분해 마법을 맞고 먼지가 되어 죽었다. 델피니 리들이라는 볼드모트와의 딸이 있다.